# Eccellenza Basilicata 1993-1994
Il campionato italiano di calcio di Eccellenza regionale 1993-1994 è stato il terzo organizzato in Italia. Rappresenta il sesto livello del calcio italiano. Questo è il campionato regionale della regione Basilicata.

## Stagione

### Novità
Dal campionato di Eccellenza Basilicata 1992-1993 era stato promosso nel Campionato Nazionale Dilettanti il Melfi, mentre la Bellese, il Pietragalla e il Montescaglioso erano stati retrocessi nel campionato di Promozione Basilicata. Dal campionato di Promozione Basilicata 1992-1993 erano stati promossi in Eccellenza l'Armento, il Pescopagano, l'Angelo Cristofaro e il Marconia. Dal Campionato Nazionale Dilettanti 1992-1993 nessuna squadra lucana era stata retrocessa. La "Pol. P. Pescopagano Invicta" ha cambiato denominazione in "Pol. Banca Mediterranea Invicta" con sede a Potenza.

### Formula
Le 16 squadre partecipanti disputano un girone all'italiana con partite di andata e ritorno per un totale di 30 giornate. La prima classificata viene promossa nel Campionato Nazionale Dilettanti. La squadra seconda classificata viene ammessa agli spareggi nazionali per la promozione nel Campionato Nazionale Dilettanti. Le ultime tre classificate vengono retrocesse direttamente nel campionato di Promozione.

## Squadre partecipanti
| Squadra                         | Città (provincia)           | Stagione 1992-1993           |
| ------------------------------- | --------------------------- | ---------------------------- |
| A.S. Angelo Cristofaro          | Oppido Lucano (PZ)          | 4º in Promozione Basilicata  |
| A.C. Armento                    | Armento (PZ)                | 1º in Promozione Basilicata  |
| Pol. Banca Mediterranea Invicta | Potenza                     | 5º in Eccellenza Basilicata  |
| U.S. Castelluccio               | Castelluccio Inferiore (PZ) | 6º in Eccellenza Basilicata  |
| Fiocal                          | Calvello (PZ)               | 4º in Eccellenza Basilicata  |
| A.S. Genzano                    | Genzano di Lucania (PZ)     | 8º in Eccellenza Basilicata  |
| A.C. Lauria                     | Lauria (PZ)                 | 13º in Eccellenza Basilicata |
| F.C. Maratea                    | Maratea (PZ)                | 11º in Eccellenza Basilicata |
| A.S. Marconia                   | Marconia (MT)               | 5º in Promozione Basilicata  |
| Pol. Moliterno                  | Moliterno (PZ)              | 7º in Eccellenza Basilicata  |
| A.S. Murese                     | Muro Lucano (PZ)            | 10º in Eccellenza Basilicata |
| U.S. Pescopagano                | Pescopagano (PZ)            | 3º in Promozione Basilicata  |
| Pol. Pignola                    | Pignola (PZ)                | 12º in Eccellenza Basilicata |
| N.A.C. Rotonda                  | Rotonda (PZ)                | 2º in Eccellenza Basilicata  |
| Sporting Villa d'Agri           | Marsicovetere (PZ)          | 3º in Eccellenza Basilicata  |
| Pol. Tricarico                  | Tricarico (MT)              | 9º in Eccellenza Basilicata  |

## Classifica finale
|  | Pos. | Squadra               | Pt | G  | V  | N  | P  | GF | GS | DR  |
|  | ---- | --------------------- | -- | -- | -- | -- | -- | -- | -- | --- |
|  | 1.   | Banca Med. Invicta    | 45 | 30 | 17 | 11 | 2  | 52 | 19 | +30 |
|  | 2.   | Rotonda               | 44 | 30 | 16 | 12 | 2  | 61 | 24 | +37 |
|  | 3.   | Sporting Villa d'Agri | 42 | 30 | 15 | 12 | 3  | 57 | 18 | +39 |
|  | 4.   | Castelluccio          | 36 | 30 | 12 | 12 | 6  | 46 | 25 | +21 |
|  | 5.   | Armento               | 36 | 30 | 11 | 14 | 5  | 38 | 26 | +12 |
|  | 6.   | Moliterno             | 31 | 30 | 9  | 13 | 8  | 31 | 26 | +5  |
|  | 7.   | Pescopagano           | 30 | 30 | 8  | 14 | 8  | 29 | 30 | -1  |
|  | 8.   | Lauria                | 29 | 30 | 9  | 11 | 10 | 26 | 26 | 0   |
|  | 9.   | Marconia              | 28 | 30 | 10 | 8  | 12 | 34 | 35 | -1  |
|  | 10.  | Angelo Cristofaro     | 28 | 30 | 9  | 10 | 11 | 35 | 47 | -12 |
|  | 11.  | Murese (-1)           | 27 | 30 | 9  | 10 | 11 | 42 | 27 | +15 |
|  | 12.  | Tricarico             | 26 | 30 | 8  | 10 | 12 | 27 | 31 | -4  |
|  | 13.  | Maratea               | 26 | 30 | 5  | 16 | 9  | 28 | 52 | -24 |
|  | 14.  | Fiocal                | 24 | 30 | 7  | 10 | 13 | 21 | 30 | -9  |
|  | 15.  | Pignola               | 17 | 30 | 6  | 5  | 19 | 17 | 65 | -48 |
|  | 16.  | Genzano               | 10 | 30 | 2  | 6  | 22 | 17 | 80 | -60 |

Legenda:
      Promossa nel Campionato Nazionale Dilettanti 1994-1995
      Ammessa ai play-off nazionali
      Retrocessa in Promozione 1994-1995
Note:
Due punti a vittoria, uno a pareggio, zero a sconfitta.
La Murese ha scontato 1 punto di penalizzazione.